# Fipronil
Le fipronil est une substance active de produit phytosanitaire (ou produit phytopharmaceutique, ou pesticide) et d'antiparasitaire vétérinaire, qui présente un effet insecticide et acaricide. Il appartient à une famille chimique des phénylpyrazoles.
Le fipronil a été mis au point en France par la société Rhône-Poulenc en 1987 et mis sur le marché en 1993. Il est ensuite devenu la propriété d'Aventis à la suite de la fusion de Rhône-Poulenc avec Hoechst, puis a été revendu à Bayer en 2002 et finalement à BASF en 2003.
Un relatif consensus existe sur sa faible toxicité pour les animaux à sang chaud (dont l'Homme) quand il est présent dans l'enrobage de semences et utilisé dans de bonnes conditions mais une controverse s'est développée dans les années 2000 quant à son écotoxicité qui semble plus importante qu'annoncée par les fabricants pour les abeilles domestiques et peut-être d'autres apidés sauvages (importants pollinisateurs). Depuis 2013, l'Autorité européenne de sécurité des aliments (Efsa) considère qu'il présente « un risque aigu élevé » pour la survie des abeilles quand il est utilisé comme traitement des semences de maïs,. Cet usage a été interdit en juillet 2013 par la Commission européenne.
En 2017 éclate en Europe un scandale sanitaire concernant la contamination d'œufs par le fipronil à la suite de son utilisation illégale pour traiter des poules pondeuses contre les poux rouges. Fin août 2017, selon la Commission européenne, 34 pays, dont 22 dans l’UE, s'avèrent concernés par cette fraude qui a commencé au moins en septembre 2016 et plus de 40 produits ont été retirés du marché car le fipronil y dépassait la concentration maximale autorisée.

## Usages
Cette molécule est couramment utilisée depuis la fin des années 1990, notamment comme :
- substance active de l'insecticide agricole Régent commercialisé par BASF, notamment pour le traitement des semences[11] ;
- acaricide, contre les agents de la gale et contre les tiques ;
- insecticide contre les puces des animaux domestiques, sous forme de spray et de spot-on de surface (sous le nom déposé Frontline) commercialisé par Merial ancienne division vétérinaire de Rhône-Poulenc et Rhône-Mérieux sous forme d'une coentreprise à parts égales avec Merck & Co. Depuis 2009, Merial est une filiale à 100 % de Sanofi. En 2017, Merial a été vendu à Boehringer Ingelheim ; ce produit est vendu comme insecticide domestique contre les cafards, moustiques, sauterelles (aux stades larvaire et adulte) ;
- termicide (y compris dans le sol, où il peut s'accumuler puis être désorbé ou percoler en profondeur[12]. En laboratoire, après cinq cycles de lavage d'un sol préalablement traité (lavage avec une eau contenant 0,003 M de CaCl2), environ 30 % de résidus de fipronil adsorbés étaient désorbés[13]).

### Résistance au Fipronil
Chez certaines espèces-cibles, son efficacité a diminué (ou a été perdue) en raison d’apparition de phénomènes de résistance (génétique et transmissibles). C'est le cas chez certaines populations de mouches, de cicadelles (notamment la cicadelle à dos blanc et la cicadelle brune, deux ravageurs des cultures de riz en Asie), d'acariens (la tique Rhipicephalus sanguineus, notamment, qui infeste surtout le chien).
Cette résistance, acquise via des mutations génétiques, est apparue en quelques décennies. Chez la cicadelle à dos blanc la résistance au fipronil est due à deux mutations des récepteurs GABA, une modification d'un acide aminé (Asn au lieu de Ala) dans la sous-unité LS-RDL et à une mutation dans la boucle cytoplasmique entre M3 et M4. Le mécanisme de désintoxication métabolique le plus utilisé par les tiques devenues résistantes est une augmentation de l'activité de l'estérase, suivie d'une augmentation de l'activité du cytochrome P450.

## Mécanisme d'action
Le fipronil est un antagoniste du GABA, il bloque les canaux à chlorures associés aux récepteurs du GABA et du glutamate ce qui en fait un puissant toxique pour de nombreux insectes et d'autres animaux à sang froid,. Il se lie à une haute affinité au site EBOB des récepteurs GABA chez les insectes et avec une faible intensité aux site EBOB, TBPS et BIDN des récepteurs GABA des vertébrés.
Il perturbe également le complexe hypothalamo-hypophysaire en faisant chuter la concentration de thyroxine et augmenter celle du TSH.
C’est un puissant insecticide de contact. On a montré en 2004 qu’il tue par exemple directement et rapidement les fourmis exposées une minute à du sable traité au fipronil, mais qu’il a aussi un effet indirect : si l’on place ces fourmis empoisonnées et mortes dans une colonies (les fourmis créent des cimetières dans leur colonies), elles vont — par contact avec les fourmis qui les transportent — tuer une autre partie des fourmis de la colonie (on parle dans ces cas de « transfert horizontal de toxicité »). 
Ce transfert horizontal est lié à la nécrophorèse mais aussi aux comportements de toilettage et peut-être à la trophallaxie (c'est-à-dire au don de nourriture ou d'eau de fourmis à fourmis). Ce transfert s’est montré bien plus important et efficace avec le fipronil que quand d’autres molécules insecticides ont été utilisées (telles que la bifenthrine ou la β-cyfluthrine). Et il est probable que des doses non létales ainsi introduites dans la colonie auront aussi d’autres effets, mais plus discrets.
La mortalité augmente à 27-29 °C par rapport à 21-23 °C pour la bifenthrine, mais pas pour les autres traitements ou témoins. La mortalité des colonies n'a pas augmenté de manière significative lors de l'ajout de donneurs vivants, suggérant que la nécrophorèse était probablement un comportement important des donneurs en plus du toilettage et de la trophallaxie lors du transfert horizontal.

## Toxicité
Le 5 avril 2005, un rapport d'étude est publié conjointement par l'AFSSA et l'AFSSE (en France). Il conclut que l'utilisation du fipronil — dans les conditions normales d'usage — est sans danger pour l'homme, qu'il s'agisse de la population générale au travers des résidus alimentaires ou par exposition aux insecticides domestiques, ou des populations professionnelles (agents des usines de production et des stations de semences, agriculteurs). Cette évaluation des effets du fipronil ne portait pas sur ses effets sur la faune, la flore et les écosystèmes.
Le fipronil est classé comme modérément toxique selon l'Organisation mondiale de la santé. Le fipronil est également classé cancérigène possible par l'Environmental Protection Agency (EPA) américaine, toutefois uniquement si un seuil d'exposition élevé est atteint.

## Réglementation
Sur le plan de la réglementation des produits phytopharmaceutiques :
- pour l’Union européenne : cette substance active est inscrite à l’annexe I de la directive 91/414/CEE par la directive 2007/52/CE du 16 août 2007, en tant qu'insecticide destiné au traitement des semences ;
- pour la France : cette substance active est autorisée dans la composition de préparations bénéficiant d’une autorisation de mise sur le marché. Toutefois, elle a fait en 2004 l'objet d'importantes restrictions d'emploi pour son utilisation en protection des cultures. Mi-2007, BASF a fait savoir qu'il déposerait une nouvelle demande d'autorisation de mise sur le marché en France[27].

## Polémique en France sur l'impact du fipronil sur les abeilles (et restrictions règlementaires)
Des apiculteurs considèrent que le fipronil et l'imidaclopride, qui étaient largement employés en traitement des semences, sont responsables de mortalités importantes d'abeilles.
Dans le cadre de l'évaluation communautaire de la toxicité et de l'écotoxicité du fipronil (en 2004-, 2006), les autorités françaises ont transmis le 6 février 2004 à l'Autorité européenne de sécurité des aliments un projet de monographie concluant à la non-inscription du fipronil à cette annexe I de la directive 91/414/CEE. Cette proposition est fondée sur deux avis de la Commission d'étude de la toxicité des 19 novembre et 17 décembre 2003, recommandant la non-inscription du fipronil « compte tenu des préoccupations majeures pour l'environnement et les espèces sauvages (organismes aquatiques, abeilles, oiseaux et mammifères sauvages ».
En février 2004, la France a décidé de :
- retirer les autorisations provisoires de vente pour tous les usages des produits Régent TS et Régent 5 GR ;
- suspendre les autorisations de mise sur le marché pour tous leurs usages jusqu'à ce que la décision communautaire relative à l'inscription de la substance active fipronil intervienne des produits « Schuss, Jumper, Metis, Texas » et « Zoom » ;
- attribuer un délai d'écoulement (jusqu'au 31 mai 2004) à la distribution et à l'utilisation des stocks de semences traitées avec les produits « Régent TS, Jumper, Métis, Texas » et « Zoom ».

Le 4 avril 2005, ces décisions ont cependant été annulées par le Conseil d'État, non sur le fond, mais en raison d'un vice de forme, le ministère de l'Agriculture n'ayant pas accordé à la société BASF, avant de prendre sa décision, le nombre de jours suffisants pour formuler ses observations.
Considérant qu’il y a lieu de suspendre, jusqu’à la fin de la procédure communautaire d’évaluation, la mise sur le marché des semences traitées avec des produits phytopharmaceutiques contenant du fipronil, trois arrêtés sont alors pris :
1. l'arrêté du 6 avril 2005 interdisant la mise sur le marché de semences traitées avec des produits phytopharmaceutiques contenant du fipronil ;
2. l'arrêté du 15 avril 2005 interdisant la mise sur le marché de produits phytopharmaceutiques contenant du fipronil et destinés au traitement du sol dans le cadre de la lutte contre les taupins et les charançons ;
3. l'arrêté du 19 avril 2005 interdisant l’utilisation des produits phytopharmaceutiques contenant du fipronil en traitement du sol dans le cadre de la lutte contre les taupins et les charançons, et des semences traitées avec ces produits.

## L'Union européenne et le fipronil
La substance active fipronil a fait l'objet de plusieurs évaluations communautaires par l'EFSA (European Food Safety Authority) :
- en 2005, des chercheurs démontrent des effets sublétaux (de faibles doses) du fipronil sur le comportement de l'abeille à miel Apis mellifera[31] ;
- en 2006, une évaluation (peer review[32]) a permis une autorisation provisoire de mise sur le marché de certains produits phytopharmaceutiques contenant du fipronil.
Une directive (2007/52/CE du 16 août 2007) a inscrit le fipronil comme insecticide destiné au traitement des semences, à l’annexe I de la directive 91/414/CEE des substances actives autorisées dans la composition des produits phytopharmaceutiques. Cette directive demande néanmoins aux États membres de l'Union européenne d'accorder une attention particulière à la protection des abeilles, et à la réalisation d'études complémentaires sur l'évaluation du risque pour les abeilles, et en particulier le couvain d'abeilles ;
- en 2007, le Comité permanent de la chaîne alimentaire et de la santé animale fait pour la Commission européenne un point sur les connaissances disponibles sur le fipronil (réunion du 16 mars 2007)[33] ;
- en 2012, alors que les experts s'interrogent sur l'évaluation de la toxicité des pesticides sur les abeilles, mais aussi sur d'autres pollinisateurs tels que les bourdons et abeilles solitaires[34], l'étude italienne APENET apporte des informations nouvelles sur les effets sur les abeilles de l'enrobage de semences de maïs par des néonicotinoïdes (dont fipronil)[35] ;
- début 2013, l'évaluation toxicologique du fipronil est mise à jour (Peer Review[36],[37]), de la clothianidine est mise à jour[38], ainsi que celle de l'imidaclopride[39].

## Caractéristiques physico-chimiques
Le fipronil est une molécule chirale (existant sous forme de plusieurs énantiomères susceptibles chacun d’avoir des effets physicochimiques et écotoxiques différents),.
Les caractéristiques physico-chimiques dont l'ordre de grandeur est indiqué ci-après, influencent les risques de transfert de cette substance active vers les eaux, et le risque de pollution des eaux :
- hydrolyse à pH 7 : très stable ;
- coefficient de partage carbone organique-eau : 730 cm3·g-1. Ce paramètre, noté Koc, représente le potentiel de rétention de cette substance active sur la matière organique du sol. La mobilité de la matière active est réduite par son absorption sur les particules du sol ;
- instable si exposé au soleil (photolyse). Mais il se montre (en laboratoire) stable durant au moins deux semaines dans des récipients en polyéthylène exposés à la lumière, si ces derniers sont exposés à la lumière durant 0, 24, 48, 72, 168 et 336 heures[42].

## Persistance dans l'environnement
Le fipronil est très utilisé dans le monde ; à la fois comme insecticide à large spectre dans les cultures et comme médicament vétérinaire (illégalement parfois comme l'a montré le « scandale du fipronil » en 2017), contre les nuages de criquets migrateurs en Afrique, etc. 
Lui et certains de ses métabolites sont donc susceptibles d’être largement répandus dans l’environnement (eau, air, sol, réseau trophique).

### Persistance dans l'eau
Dans l’eau, il est également en partie décomposé par les UV solaires. On a récemment montré que sa photodégradation peut y être activée — sans produire de sous-produits toxiques — par un catalyseur à base de titane (TiO2 P25) ; des recherches portent sur les moyens de mieux dégrader le fipronil présent dans les eaux usées de stations d'épuration.

### Persistance dans le sol
Dans les années 2000, on a montré que le fipronil issu des enduits de traitements de semences, comme certains de ses métabolites (ex. : phénylpyrazole) et résidus peuvent être retrouvés dans le sol. Il est peu mobile dans le sol, et reste à proximité de la graine (sauf peut-être, si des vers de terre l'ingèrent et le transportent). Lors d'expériences faites avec des graines de tournesol traitées par enrobage au fipronil, après six mois de culture, 51 % du fipronil de l'enrobage était retrouvé dans le sol, 7 % ayant été absorbé par le tournesol et 42 % étant encore présent dans le tégument de la graine. Dans ce cas, trois principaux métabolites étaient trouvés dans le sol (sulfone-fipronil, sulfide-fipronil et amide-fipronil) alors que le produit de photodégradation (le désulfinyl-fipronil), comme on pouvait s'y attendre, était presque absent du sol. Le dérivé amide était plus mobile que les autres, mais son activité insecticide est nulle, alors que les deux autres (moins mobiles) sont encore insecticides.
Le fipronil est notamment utilisé pour faire barrage aux termites dans le sol entourant des bâtiments comportant du bois.

Pour évaluer la durée de son efficacité contre les termites, on a étudié sa persistance et distribution verticale dans le sol, dans des conditions météorologiques naturelles (à Dehradun en Inde). Pour cela, on a pulvérisé sur les sols le fipronil à quatre concentrations (0,05, 0,1, 0,25 et 0,5 %) puis des échantillons de ces sols ont été prélevés après 22, 38 et 56 mois, jusqu'à 75 cm de profondeur. Chaque « carotte » de sol a été découpée en cinq morceaux de 15 cm (correspondant à 0-15, 15-30, 30-45, 45-60 et 60-75 cm de profondeur) puis les résidus extractibles en ont été récupérés en agitant 20 g d'échantillon de sol avec de l'acétone. L'extrait dans l'acétone a été ensuite concentré et purifié sur une colonne de Florisil et dosé. On a ainsi montré que le fipronil persistait encore dans le sol 56 mois après l'application jusqu'à 30 cm de profondeur. Deux métabolites (désulfinyl et sulfure de fipronil) ont été détectés dans le sol après le 22e mois qui a suivi l'application et des résidus de fipronil ont été retrouvés jusqu'à 60 cm de profondeur. Ces résidus se sont lentement dissipés dans les couches profondes.

## Concentration et dose létales
Note : les unités de CL50 et de DL50 sont exprimées ci-dessous parfois en µg et parfois en mg.
Le fipronil se montre hautement toxique pour de nombreuses espèces (animaux à sang froid en particulier) et modérément toxique pour les poissons et mammifères, comme le montrent divers indices écotoxicologiques tels que les concentrations létales 50 (CL50) dont l'ordre de grandeur est indiqué ci-après pour quelques groupes taxonomiques :
- CL50 sur poissons : 0,085 mg/L ;
- CL50 sur daphnies : 0,19 mg/L ;
- CL50 sur algues : 0,068 mg/L ;
- DL50 sur abeille : 0,004 µg/L (toxicité remarquablement élevée) ;
- DL50 sur reptile : 30 µg/L (pour Acanthodactylus dumerilii ; Lacertidae) ;
- DL50 sur oiseaux terrestres tels que cailles, faisans : 11,3 mg/L, mais le fipronil semble beaucoup moins toxique pour les oiseaux aquatiques (DL50 supérieure à 2 150 mg/kg pour le canard mallard).

Pour les mammifères (de laboratoire), et via une exposition orale :
- DL50 sur rat de laboratoire : 97 mg/L ;
- DL50 sur souris de laboratoire : 91 mg/L.

## Dégradation
Elle est lente sur la végétation, relativement lente dans le sol et dans l'eau sa demi-vie varie entre 36 heures dans les meilleures conditions jusqu’à au moins 7,3 mois (selon le substrat et les conditions du milieu).
Certaines souches de microbes contribuent à sa biodégradation (biominéralisation plus précisément). C'est le cas par exemple pour certaines souches de :
- Aspergillus glaucus[46] ;
- Stenotrophomonas acidaminiphila (souches isolées dans la rhizosphère)[47].

## Cinétique environnementale
On le trouve disséminé dans les eaux de surface, mais selon Tingle (2003), dans le sol, « il est relativement immobile et a un faible potentiel de lessivage vers les eaux souterraines ». Le fipronil et certains de ses produits de dégradation peuvent se bioaccumuler, notamment chez les poissons.

## Écotoxicologie
Ce pesticide pose des problèmes écotoxicologiques démontrés depuis quelques années, car il se dégrade en trois principaux métabolites :
- fipronil-désulfinyl ;
- fipronil-sulfide (aussi dénommé sulfure de fipronil)[48] ;
- fipronil-sulfone[49],

tous plus toxiques (et plus persistants) que leur molécule-mère. Certains, comme le désulfinyl-fipronil, sont en outre très persistants dans l’environnement.
Chez l’oiseau, si certains canards y semblent peu sensibles, une toxicité aigüe se manifeste dès 11,3 mg/kg (DL50), de même qu’une génotoxicité et un caractère mutagène. Son effet sur l'ADN animal avait déjà été démontré chez la souris de laboratoire en 2012.

Une étude japonaise de 2016 a étudié l'effet du fipronil sur l'ADN de cinquante Cailles du Japon (Coturnix japonica) adultes utilisées comme modèle animal. Les cailles de l'expérience (sauf groupe témoin) ont été exposées oralement au fipronil, à des doses correspondant respectivement à la DL50 (c'est-à-dire 11,3 mg/kg), à la moitié de cette dose, au cinquième et au dixième de cette dose. Leur autopsie (96 heures après ingestion) a permis une étude fine des muscles, du foie et des graisses abdominales : une augmentation des dommages à l'ADN a été constatée, de même que des altérations histopathologiques des tissus (« principalement à fortes doses ». Les auteurs notent en outre que lors de cette étude, du fipronil a été détecté dans tous les échantillons examinés avec des concentrations variables, y compris chez les cailles du groupe de contrôle (qui ne présentaient pas de signes ou symptôme clinique). Une dose unique ingérée (11,3 mg/kg) a conduit chez cet animal en 96 heures à des phénomènes de congestion, hémorrhagie, œdème intersticiel et même localement de nécrose des tissus des muscles squelettiques.
Des effets toxiques (à différents âges) et reprotoxiques ont été signalés chez le rat de laboratoire en 2004. Le fipronil ingéré est retrouvé chez le rat dans divers organes et notamment dans la graisse sous-cutanée où il peut être stocké un certain temps.
Le fipronil est introduit à large échelle dans les écosystèmes aquatiques (d'eaux douces puis marin) mais il en disparait assez rapidement : il y est cependant en partie absorbé et/ou en partie dégradé en d’autres molécules par les communautés microbiennes du sédiment, mais aussi par les mollusques filtreurs (notamment par les moules d’eau douce telles que l’Anodonte) ; plusieurs de ces molécules secondaires se sont récemment (2015-2016) avérées être plus toxiques que la molécule mère.

On retrouve généralement très peu de fipronil dans les eaux de surface, mais on trouve en bien plus grande quantité ses trois principaux métabolites (par exemple à hauteur de 0,5 à 207,3 ng/L pour les sulfone et sulfate de fipronil dans des mares, canaux ou étangs de zones résidentielles, lors d’une étude publiée en 2015. Aux concentrations médianes et les plus élevées mesurées dans ces milieux, Les résultats d’une évaluation des risques dite « probabiliste » a conclu à « des risques écologiques importants (aigus et chroniques) »). Les sulfones étaient dans ces cas les plus présents (0,46 à 57,75 ng/L contre 0,40 à 2,96 ng/L pour les sulfates, doses présentant des risques importants de toxicité chronique pour les espèces les plus sensibles à ce produit). Cette étude a dans ces cas conclu à des risques pour la faune aquatique (risques plus élevés pour les larves aquatiques d’insectes et pour les crustacés selon les auteurs, alors que les risques semblent nuls pour les algues, champignons et plantes aquatiques ainsi que pour les mollusques aquatiques. Une autre étude a montré en 2004 que parmi les crustacés d'eau douce, les copépodes sont particulièrement vulnérable au fipronil).

Les crustacés marins ne sont pas épargnés : au début des années 2000, on constate que les œufs du crabe bleu (Callinectes sapidus) ne contiennent pas de fipronil mais qu'ils contiennent de faibles doses de sa molécules de photodégradation la plus toxique et persitante. La larve de ce crabe expérimentalement exposée en laboratoire à de faibles doses (0,01, 0,1 et 0,5 µg/L de fipronil et de fipronil-désulfinyl durant 96 heures) grandit moins bien, et cet effet est plus ou moins marqué selon la salinité de l'eau. Le fipronil se montre perturbateur endocrinien pour cette espèce, induisant une baisse du taux de vitellogénine (Vtg) proportionnelle à l'augmentation des concentrations de fipronil et de fipronil-désulfinyl)… même à des taux comparables à ceux aujourd'hui trouvés dans la nature ; cette étude a aussi montré que la solubilité du fipronil diminue fortement aux salinités plus élevées, suggérant que le fipronil et ses produits de photodégradation pourraient être plus biodisponibles pour les organismes benthiques quand la salinité augmente. La perturbation endocrinienne pourrait être induite par des modifications de l'expression de certains gènes.
Les métabolites du fipronil et ses énantiomère se montrent plus ou moins bioaccumulables par certains organismes aquatiques filtreurs.
Il ne semble pas y avoir eu d'études sur les éponges d'eau douce, mais des tests fait sur l’anodonte (en l'occurrence : A. woodiana, utilisé comme modèle animal pour étudier la bioaccumulation et l'élimination du fipronil par les mollusques filteurs) ont montré qu'en laboratoire, les anodontes a bioaccumulé le fipronil, de manière « énantioélective » et jusqu’à un « état d'équilibre » (atteint après onze jours) ; l'Anodonte accumule préférentiellement l’énantiomère S-fipronil (qui a une demi-vie plus longue que le R-fipronil). Dans cet animal, le R-fipronil peut être rapidement converti en S-fipronil.
Les trois métabolites sont retrouvés dans l’organisme de l'Anodonte mais les formes sulfate et sulfone dominent.
Or en termes d’écotoxicité (CL50 à 72 heures), le S-fipronil se montre beaucoup plus toxique que le racémate et le R-fipronil (y compris pour le développement embryonnaire).
L'EPA accepte le fipronil comme alternative aux organophosphorés contre la fourmi de feu et les termites, tout en le considérant comme hautement toxique à faible doses pour certaines espèces-gibier dont le faisan, le colin et la perdrix (espèces susceptibles d’être tirées à la chasse avant qu’elles n’en meurent, puis consommées)).

Étant extrêmement toxique (létal à des « doses ultra-faibles ») pour les termites et d'autres fourmis (formicidae), le fipronil pourrait négativement affecter certaines populations naturelles de termite et de fourmis (lesquelles jouent un rôle écosystémique très important dans certains cycles biogéochimiques, la fertilité de certains sols. Diverses populations d’auxiliaires de l’agriculture pourraient de la même manière être affectées (Ce produit est presque deux fois plus toxique pour les colonies de la fourmi Nerium oleander et pour leurs reines que le Diazinon (jusqu'alors considéré comme particulièrement efficace.
Dans les années 2010-2013, alors que les populations d’abeille domestique (et sauvage, et de nombreux autres insectes) semblent régresser ou s’effondrer presque partout dans le monde, on se pose des questions sur une « éventuelle exposition » des abeilles à ce pesticide,.

Plusieurs études montrent ensuite que le fipronil semble (seul ou en synergie avec d'autres produits) pouvoir affecter la survie des abeilles même s’il ne les tue pas directement : il réduit l'activité des mitochondries de l'abeille (tout comme l'imidaclopride) et il pourrait notamment modifier la physiologie de l’abeille, dont en interaction avec des spores de Bacillus thuringiensis (Bt) très utilisé comme insecticide (et produit par de très nombreuses plantes transgéniques.

Jusqu'en 2016, il n’y avait pas d'études poussées publiées sur l’effet reprotoxique du fipronil sur l’abeille domestique. Une étude récente (2017) a montré que les premières études faites en condition contrôlée en laboratoire (souvent sur vingt jours, de l'émergence à la maturité sexuelle, et sur une seule génération) ont pu sous-estimer ses effets sur la reproduction des abeilles. En effet, une fois exposées au fipronil par une solution de sucre contaminé, les abeilles mâles produisent en condition de laboratoire une plus grande quantité de fluide séminal mais proportionnellement moins de spermatozoïdes que ne le font les abeilles élevées en condition semi-naturelles (or ce fluide nourrit les spermatozoïdes, entretient le métabolisme des cellules de soutien et protège le sperme contre le stress oxydatif, et les microbes). Les mâles exposés au fipronil survivent mieux en laboratoire qu’en condition semi-naturelle, peut être grâce aux apports en protéines et vitamines dont elles bénéficient en captivité. Cette étude a clairement démontré qu'en laboratoire comme en condition semi-naturelle les abeilles ne sont pas directement tuées par le fipronil, mais que dans les deux cas leur fertilité est négativement affectée : la quantité de sperme ne diminue pas chez les abeilles mâles exposées par rapport à celles qui ne sont pas exposées, mais leur nombre total de spermatozoïdes diminue et le nombre de leur spermatozoïdes morts dans le sperme augmente (ce qui confirme les résultats d’une étude de 2016) ; avec des effets sur la fécondité de la reine. Les auteurs en concluent que ces résultats « confirment que le fipronil affecte la fertilité des abeilles ». Selon les auteurs, le fipronil est donc bien cytotoxique pour les spermatozoïdes.

Les abeilles jouant un rôle écologique majeur, le fipronil pose donc aussi des problèmes écosystémiques.

En 2016, des effets épigénétiques sont également fortement suspectés.
En tant que perturbateur puissant du système nerveux central des insectes, il tue de nombreux insectes, ce qui affecte indirectement leurs prédateurs (qui se voient ainsi privés de nourriture).
En outre des effets synergiques inattendus et préoccupants ont été découverts ; ainsi a-t-on montré en 2012 qu'en interaction avec un microchampignon parasite des apidés, le fipronil voit sa toxiccité aggravée pour les abeilles ce qui en fait l'un des candidats susceptible d'expliquer le mortalité des abeilles. L'association champignon pathogène et fipronil induit une modification de la physiologie des abeilles mâles, suffisante pour compromettre la reproduction de la reine.
Le fipronil se retrouvant dans les traitements antipuces des animaux domestiques, il représente une menace sérieuse pour les oiseaux qui utilisent les poils des chiens et chats pour confectionner leur nid, ce qui intoxique leurs oisillons et les tue.

## Scandales sanitaires
En 2017, des millions d'œufs en provenance des Pays-Bas et de Belgique ont été contaminés par le fipronil, qui est pourtant interdit dans le traitement des animaux destinés à l'alimentation. Les œufs contaminés ont été retrouvés notamment aux Pays-Bas, en Belgique, en Allemagne, en Suède et en Grande-Bretagne, ainsi que dans certains lots arrivés en France en juillet. Cette contamination viendrait de la société Chickfriend qui vendait des produits contenant du fipronil pour le traitement contre les poux rouges qui baissent le rendement à la ponte,.